# George N. Gillett Jr.
George Nield Gillet Jr. (Racine, 22 ottobre 1938) è un imprenditore statunitense. È proprietario dei Montreal Canadiens, squadra di hockey su ghiaccio, e della scuderia di gare automobilistiche di NASCAR Gillett Evernham Motorsports; Gillet è anche ex comproprietario, insieme a Tom Hicks, della squadra di calcio inglese Liverpool FC, che gioca nella FA Premier League.

## Biografia
George N. Gillett Jr. si è diplomato alla Lake Forest Academy nel 1956. Ha frequentato l'università presso l'Amherst College e si è laureato al Dominican College a Racine, nel Wisconsin.
Il suo primo lavoro dopo l'università fu il ruolo di direttore regionale delle vendite a Crown Zellerbach. La sua carriera continuò negli anni '60 nel campo del marketing e della consulenza gestionale, inizialmente con McKinsey & Co. Essendo un grande fan dello sport, nel 1966 era già diventato business manager e partner dei Miami Dolphins. Nel 1966, comprò un interesse del 20% nel franchise NFL dei Miami Dolphins per un milione di dollari. Vendette il suo interesse nel 1968 per 3 milioni di dollari, e utilizzò parte dei guadagni per comprare gli Harlem Globetrotters, e in seguito creò Globetrotters Communications, un gruppo radiofonico nazionale. Gillett aiutò a rinvigorire i Globetrotters con una campagna di marketing molto intensa, che portò alla creazione di una popolare serie di cartoni animati.
Nel 1978 Gillett comprò Packerland. Con il successo di quest'ultima, in seguito Gillett si spostò nel settore della radio e della televisione, con la creazione della Gillett Communications Company. Al suo momento culminante, Gillett Communications aveva in possesso un network di affiliati, la maggior parte dei quali erano parte di CBS.
Nel 1979 inaugurò Gillett Communications comprando tre piccole stazioni televisive. Tre anni dopo comprò la stazione televisiva WSM a Nashville. Nel 1984 Gillet acquisì la Post Corporation, con sede a Appleton, che includeva otto stazioni televisive, 22 riviste e altri impianti rilevanti; le attività che non si occupavano di broadcasting furono vendute alla Thomson Corporation e altri acquirenti. Nel 1987 acquisì la Storer Broadcasting emettendo obbligazioni ad alto rischio grazie alla Kohlberg Kravis Roberts, dopo che la Federal Communications Commission (FCC) ritirò le restrizioni sul possesso.
Nel 1985, Gillett acquisì i resort sciistici Vail e Beaver Creek di Vail Associates. Gillett fu particolarmente coinvolto nelle attività sciistiche, dando il benvenuto agli ospiti e installando infrastrutture. Gillett supportò anche alcuni importanti eventi di sci alpino, in un'era in cui la maggior parte delle aree sciistiche americane rifiutarono di ospitare gare internazionali, iniziando con il Campionato Mondiale di Sci Alpino del 1989, e con il suo supporto ospitò anche quello del 1999.
Le società di Gillett richiesero l'amministrazione controllata secondo la procedura del Chapter 11 nel 1992, quando le alte rate d'interesse misero in difficoltà gli emettitori di obbligazioni ad alto rischio. La divisione della comunicazione delle attività di Gillett fu riorganizzata come SCI Television, poco prima di essere comprata da New World Communications sotto dirigenza di Ronald Perelman. Molte di queste stazioni sarebbero poi state vendute a News Corporation, e diventarono di proprietà e controllo della Fox.

### Vita privata
George N. Gillett Jr. vive con la moglie Rose a Vail (Colorado) e ha quattro figli: Alexander, George III, Foster e Andrew (questi ultimi gemelli). Ha fatto delle franchige sportive la sua fortuna, ed ha un patrimonio personale stimato a $1,1 miliardi di dollari nel 2007.
| Controllo di autorità | VIAF (EN) 260999752 · LCCN (EN) nb2012019235 |